# Feuerbach (Wiesentheid)
Feuerbach ist ein Gemeindeteil des Marktes Wiesentheid im unterfränkischen Landkreis Kitzingen in Bayern.

## Geografische Lage
Das Dorf Feuerbach liegt im äußersten Südwesten des Wiesentheider Gemeindegebietes. Nördlich erhebt sich der sogenannte Michelheidewald, der Feuerbach von Reupelsdorf trennt. Im Nordosten und Osten befindet sich Wiesentheid, im Südosten Rüdenhausen. Der Südwesten und Westen wird von der Gemeinde Kleinlangheim und ihrem Gemeindeteil Atzhausen eingenommen. Zwei Papiermühlen liegen auf Feuerbacher Gemarkung. Sowohl die Untere Papiermühle als auch die Obere Papiermühle werden heute als Wohnhäuser genutzt.
Nächstgelegene größere Städte sind Kitzingen mit einer Entfernung von 11 Kilometern und Würzburg, das ungefähr 27 Kilometer entfernt ist.
Naturräumlich liegt Feuerbach im sogenannten Schwanbergvorland, Teil des Steigerwaldvorlandes. Die Landschaft ist hügelig mit Höhenanstiegen in Richtung Steigerwald.

## Geschichte

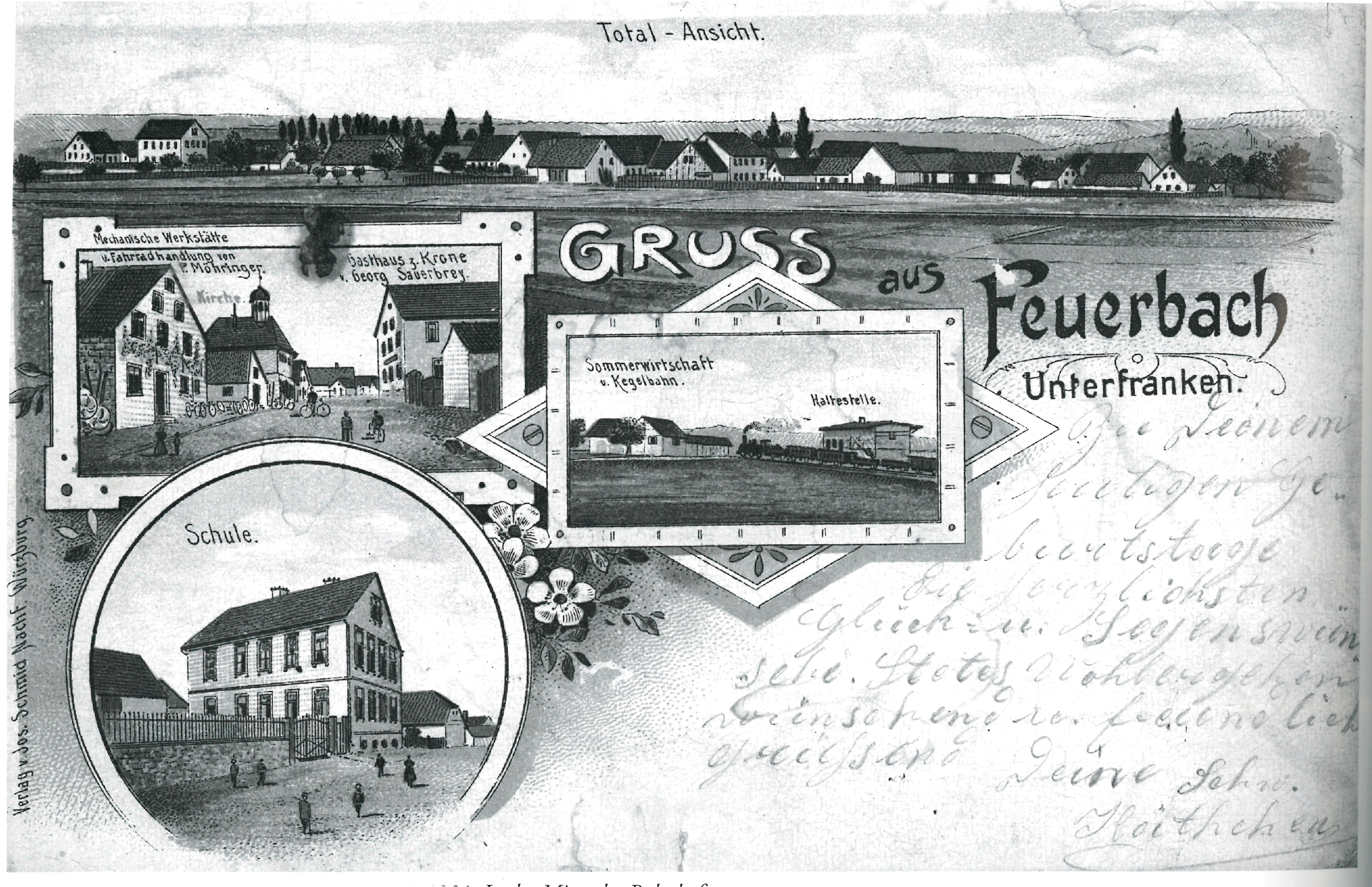
Eine Postkarte von Feuerbach mit der Haltestelle der Eisenbahn

Der Name des Ortes weist auf einen Waldbrand hin, der sich in alter Zeit ereignet haben muss. Eventuell verweist er allerdings auch auf einen rötlich verfärbten Bach, der an Feuer erinnerte. Das Dorf wurde im Jahr 918 als „Fuirbach“ in den Quellen erstmals genannt. Damals bestätigte König Konrad I. dem Abt Dracholf von Münsterschwarzach mehrere Dörfer, die er seinem Kloster übergab. Später tauchten auch die Bezeichnungen „Feurbach“, „Furbach“ oder „Fewrbach“ in den Quellen auf.
Die Lage an der Kreuzung zweier Handelsstraßen machte Feuerbach bald zu einem begehrten Ort, der ab 1278 vom Hochstift Würzburg verwaltet wurde. Seit 1314 erhielt immer der Erstgeborene des Hauses Castell die Vogtei vom Hochstift Würzburg zum Amt des Erbschenken hinzu. Wahrscheinlich bestand im Ort allerdings auch ein kleiner Rittersitz, der von lokalen Adeligen bewohnt wurde. 1331 nennt eine Urkunde Heinrich Faber von Furbach.
Im Jahr 1553 wurde Feuerbach im Zweiten Markgrafenkrieg von den Truppen des Markgrafen Albrecht Alcibiades von Brandenburg-Kulmbach geplündert. Der Wiederaufbau wurde anschließend schnell vorangetrieben. Auf das Jahr 1570 datiert in Feuerbach eine Dorfordnung, die Vorbildcharakter für die ganze Umgebung hatte. Sie war unter anderem fortschrittlich in der Brandprävention, weil jedem Haushalt vorgeschrieben wurde, einen Rauchabzug einzubauen.
1893 erhielt Feuerbach einen Bahnhof an der Strecke Kitzingen–Schweinfurt mit einem Fürstenzimmer für die Herren von Castell. Noch nach dem Zweiten Weltkrieg pendelte regelmäßig eine Kutsche zwischen Feuerbach und dem Schloss in Rüdenhausen. Der Bahnhof wurde im Jahr 1976 abgerissen. Im Jahr 1978 wurde Feuerbach Teil der neugebildeten Großgemeinde Wiesentheid.

## Kultur und Sehenswürdigkeiten

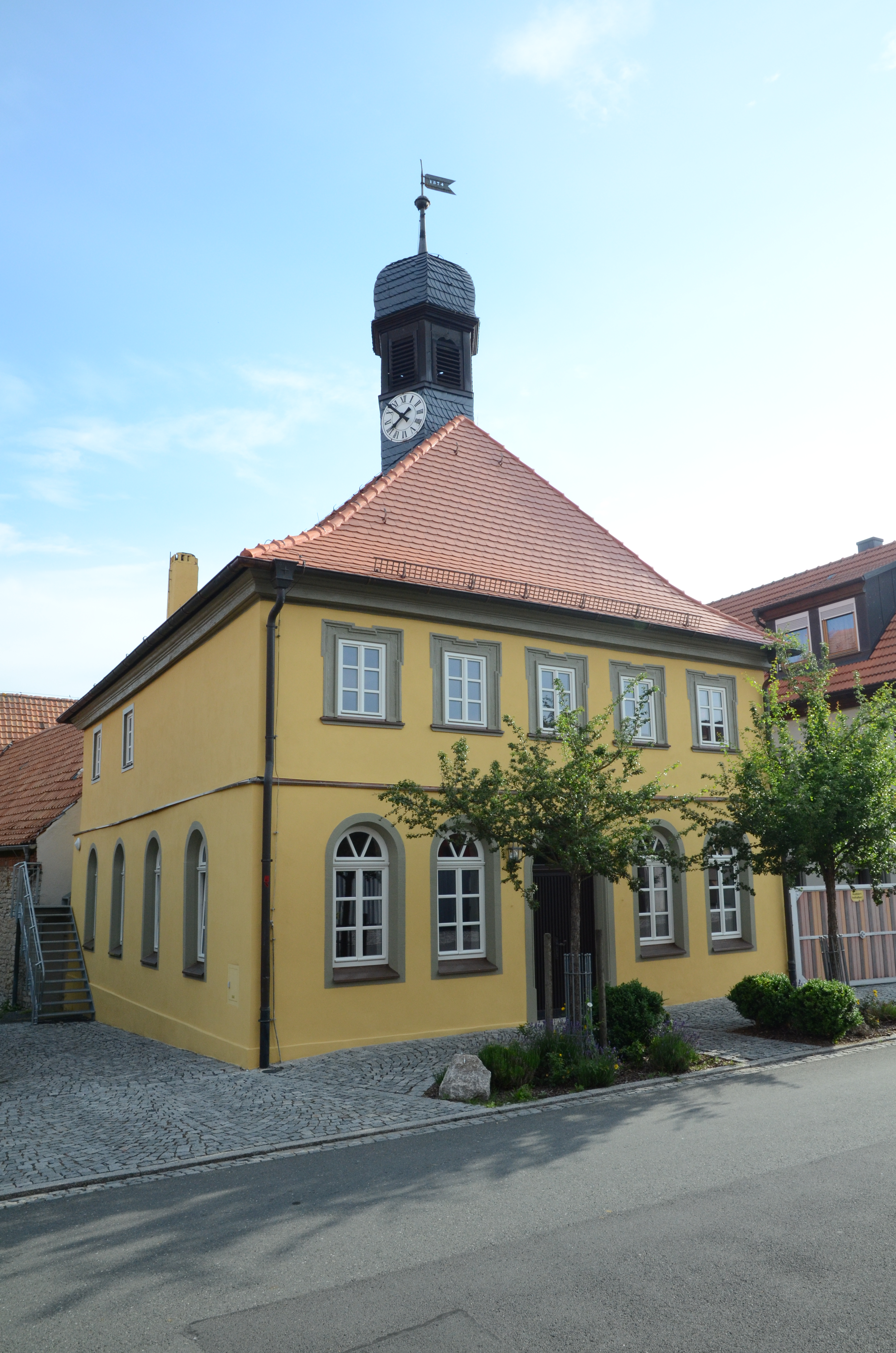
Das ehemalige Rathaus mit Betsaal

### Baudenkmäler
Das ehemalige Rathaus der Gemeinde wurde in die evangelische Kapelle umgewandelt. Das Gebäude entstand 1751, im Jahr 1874 wurde im Erdgeschoss ein Betsaal eingerichtet. Es trägt auf dem Walmdach einen sechsseitigen Glockenturm als Dachreiter. Neben der Kirche errichtete man im Jahr 1925 ein Kriegerdenkmal. Ein Bauernhaus stammt aus dem frühen 19. Jahrhundert.

### Linsenmühle
Am Ende der Schirnbachstraße liegt am Rande des Altortes von Feuerbach die Linsenmühle (auch Linzenmühle, Dorfmühle). Es wurde ein fast 1,2 Kilometer langer Mühlbach errichtet, der erst im 21. Jahrhundert verfüllt wurde. Die Mühle entstand erst um 1810 und stellte die Mehlversorgung für die Feuerbacher Bevölkerung sicher. Zugleich wurden dort auch Schrot gemahlen und Öle hergestellt. Erster Müller war Andreas Linz, der der Anlage auch ihren Namen gab. 
Später besaß Wilhelm Eberhard die Mühle. Seit 1836 war sie in den Händen von Christoph Höhn, der sie später an Johann Sebastian Löblein veräußerte. Mit Löblein begann eine bis ins 21. Jahrhundert andauernde Familientradition. Ihm folgte sein Sohn Michael Löblein (1870–1953), dessen Sohn Leonhard Löblein (1908–1987) und Kurt Löblein (1908–1987). In den 1980er Jahren gab dieser den Mühlenbetrieb auf, an den auch eine Hofverkaufsstelle angeschlossen war. Noch heute lebt die Familie Löblein in den Räumlichkeiten der ehemaligen Mühle.

### Sagen

#### Das Wilde Heer
Ähnlich wie in den benachbarten Dörfern Kleinlangheim und Nordheim am Main gibt es auch in Feuerbach Sagen über das Wilde Heer, das zwischen Weihnachten und dem Dreikönigstag mit dem Sturmwind reiten soll.
In Feuerbach lebte einst ein Knecht, der für einen der reichen Bauern im Dorf arbeitete. Er erhielt von seinem Herrn den Befehl, mit den Pferden an Groß-Neujahr durch den nächtlichen Wald zu fahren. Zunächst weigerte sich der Knecht, in der letzten Rauhnacht aufzubrechen, der Bauer drohte ihm aber harte Strafe an, falls er den Auftrag nicht ausführte. So ritten sie durch den einsamen Feuerbacher Gemeindewald, als plötzlich ein Sturm aufzog und die Pferde sich weigerten, weiter zu laufen.
Der Bauer griff zur Peitsche und trieb die Tiere mit Gewalt an. Hinter einer kleinen Kurve, wo der Klingenbach die Fahrbahn quert, stürmte das Wilde Heer plötzlich über die Baumwipfel auf sie zu. Die Pferde stiegen hoch und die Kutsche wurde in den Bach geschleudert. Der Knecht blieb ohne Besinnung am Wegesrand liegen, den Bauern aber zog der Anführer des Wilden Heers am Schopf über die Bäume bis nach Reupelsdorf. Dort fand man ihn später mit gebrochenem Genick. Er soll noch heute durch den Feuerbacher Wald irren.

#### Das Feuerbacher Hölzla
Ein junger Bauer aus Wiesentheid arbeitete einst im Herbst neben dem Wald der Gemeinde Feuerbach, dem Feuerbacher Hölzla. Als das Läuten der Glocken aus Wiesentheid ertönte, spannte er die Ochsen aus und betete. Als er dabei zum Wald hinüberschaute, erkannte er dort eine weiße Frau stehen. Sie winkte ihm. Der Junge fürchtete sich sehr, spannte seine Ochsen an und fuhr so schnell wie möglich nach Wiesentheid zurück. Die weiße Frau wurde daraufhin das „Fräla“ genannt.
Ein Bauer aus Wiesentheid hörte einmal in der Feuerbacher Waldabteilung ein fürchterliches Tosen. Es war nachts und er vermutete, dass ein Waldbrand ausgebrochen war, weil er auch ein flackerndes Licht sah. Ein weiterer Mann hörte dasselbe Geräusch und sah ein Feuer. Am nächsten Tag war vom Feuer nichts mehr zu sehen. Der Wald war außerdem dafür bekannt, dass dort eine Stimme die Namen von Vorbeireisenden rief.

## Bildung
Feuerbach liegt im Sprengel der Nikolaus-Fey-Grundschule im Hauptort Wiesentheid. Feuerbacher Kinder besuchen die Mittelschule in Wiesentheid. Weiterführende Schulen können mit der Mädchenrealschule in Volkach und der Realschule in Dettelbach sowie den Gymnasien in Münsterschwarzach (Egbert-Gymnasium), Volkach-Gaibach (Franken-Landschulheim Schloss Gaibach), Wiesentheid (Steigerwald-Landschulheim) und Kitzingen (Armin-Knab-Gymnasium) besucht werden.

## Persönlichkeiten
- Helmut Nennmann (* 1949), Maler und Grafiker, Nennmann unterhält seit 1984 sein Atelier in Feuerbach